# サガ県
サガ県（サガけん）は中華人民共和国チベット自治区シガツェ市に位置する県。

## 行政区画
1鎮、7郷を管轄：
- 鎮：加加鎮
- 郷：昌果郷、雄如郷、拉蔵郷、如角郷、達吉嶺郷、旦嘎郷、夏如郷

## 交通

### 道路
- 国道
  - G219国道